# Rahul Balasaheb Aware
Rahul Balasaheb Aware (hindi nyelven: राहुल अवारे) (Patoda, 1991. november 2. –) indiai szabadfogású birkózó. A 2019-es birkózó-világbajnokságon bronzmérkőzést játszott a 61 kg-os súlycsoportban, szabadfogásban. A birkózó Ázsia-bajnokságon 2019-ben és 2011-ben is bronzérmes lett 61, illetve 55 kg-os súlycsoportban. A 2018-as Nemzetközösségi Játékokon aranyérmet szerzett 57 kg-ban.

## Sportpályafutása
A 2019-es birkózó-világbajnokságon a bronzmérkőzés során az amerikai Tyler Lee Graff volt ellenfele, akit 22–8-ra legyőzött.